# Vărbița, Veliko Tărnovo
Vărbița (în bulgară Върбица) este un sat în comuna Gorna Oreahovița, regiunea Veliko Tărnovo,  Bulgaria. 

## Demografie
Componența etnică a satului Vărbița
     Turci (16,91%)
     Bulgari (36,44%)
     Romi (1,21%)
     Nicio identificare (45,42%)
La recensământul din 2011, populația satului Vărbița era de 1.070 locuitori. Nu există o etnie majoritară, locuitorii fiind bulgari (36,44%), turci (16,91%) și romi (1,21%). Pentru 45,42% din locuitori nu este cunoscută apartenența etnică.